# Isla de San Martín
La isla de San Martín (en francés: Saint-Martin; en neerlandés, Sint Maarten) es una isla ubicada en el mar Caribe, aproximadamente a 240 km al este de la isla de Puerto Rico. Políticamente se divide entre Francia y Países Bajos.
La isla, de 87 km² de superficie, está dividida en dos: la parte norte, perteneciente a la República Francesa, es la colectividad de ultramar francesa de San Martín, formada en 2007 después de su secesión del departamento (o provincia) de ultramar de Guadalupe; mientras que la parte sur corresponde a San Martín, un país autónomo que forma parte del Reino de los Países Bajos y que fue parte hasta el 10 de octubre de 2010 de las Antillas Neerlandesas. La frontera entre ambos territorios es un caso único, ya que es la única de la Unión Europea ubicada fuera de Europa, además de ser una de las dos fronteras terrestres en el Caribe (junto con la existente entre Haití y República Dominicana en La Española). 
De forma colectiva, ambos territorios son conocidos como St. Martin/St. Maarten o St. Martins. Las principales ciudades son Marigot, en el lado francés, y Philipsburg, en el lado neerlandés.

## Himnos
El himno binacional de Sant Martín es O sweet Saint-Martin's Land. La parte bajo soberanía francesa de la isla utiliza también el himno nacional de la República Francesa, la Marsellesa.

## Geografía

Mapa de la isla de San Martín. Al norte San Martín (Francia), y al sur San Martín (Países Bajos).

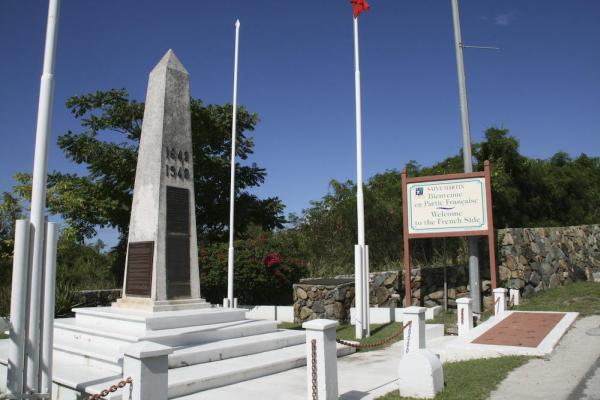
La frontera entre San Martín (Francia) y San Martín (Países Bajos).

Las islas vecinas más cercanas son Anguila y San Bartolomé, que surgen de la misma meseta submarina situada a cuarenta metros de profundidad de media. En cambio Saba, San Cristóbal y Nieves están más alejadas, aunque generalmente visibles.
El litoral de San Martín se recorta en numerosas bahías confinadas de una treintena de gamas de arena blanca, pero se confinan algunas bahías. Se encuentran numerosos estanques de agua salobre (clasificados por tamaño): Gran Estanque de Simsonbaai, Great Bay, Estanque de los Pescados, Estanque de Grande-Case, Estanque Chevrise, Estanque Guichard, Gran Estanque de las Tierras Bajas, etc., que se formaron en fondo de bahías por cordones de arenas litorales. El resto del litoral es a menudo brusco con acantilados que alcanzan cuarenta metros de cumbre.
Hay una decena de islotes alrededor de la isla, donde el más grande es el muy turístico Pinel con sus tres playas. Es necesario añadir la isla Guirigay situada a tres kilómetros de la costa.

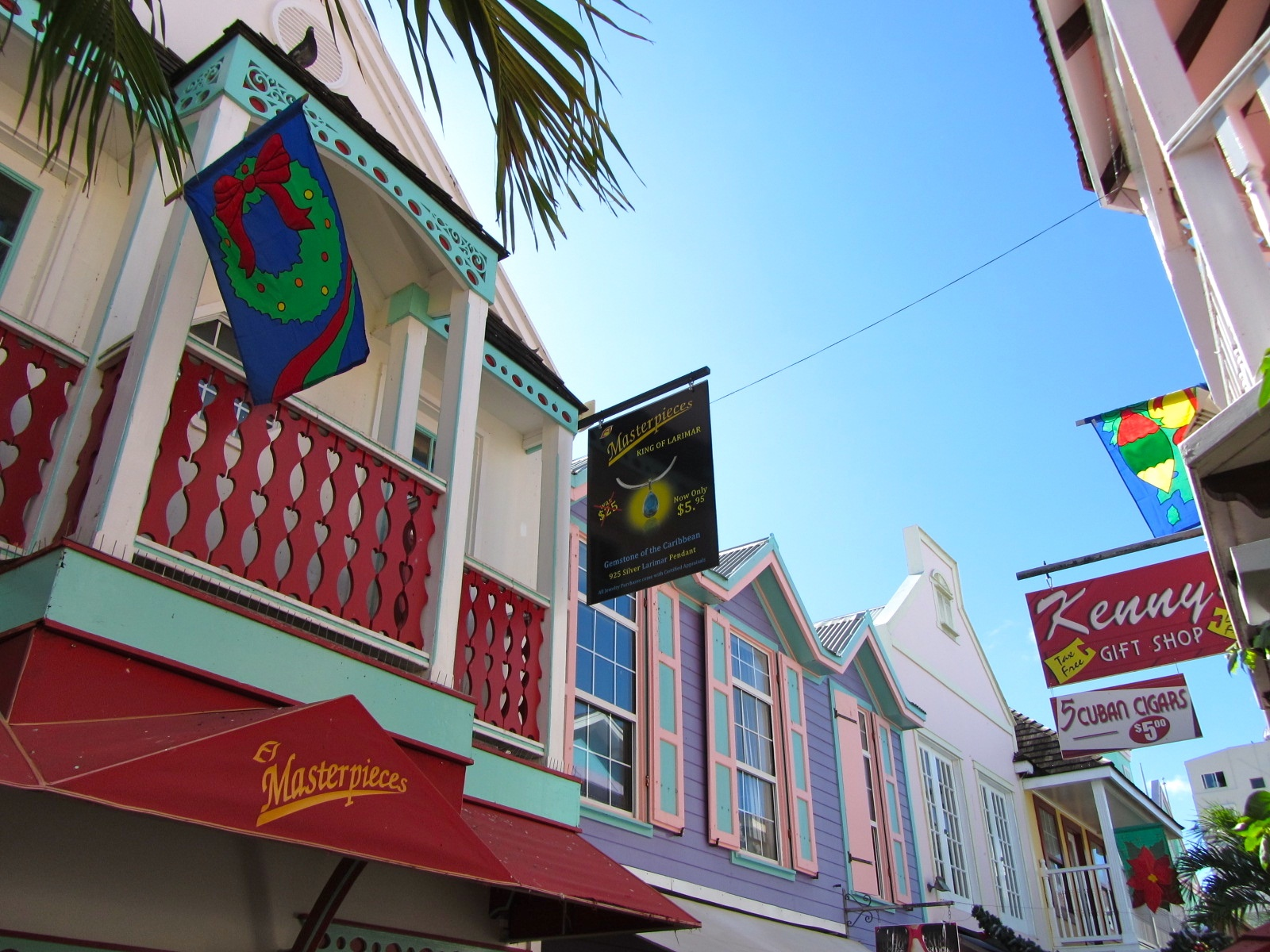
Vista de las tiendas de la calle vieja de Phillipsburg.

Excepto varios llanos aluviales costeros y de fondo de valles, el relieve es montañoso de gran pendiente. Las elevaciones tienen una altitud media de 300 metros aproximadamente cortadas por varios collados. La más alta cumbre es el pico Paraíso, culminante a 424 metros de altitud, en la zona francesa (que se puede ascender mediante una carretera). Estos relieves son recorridos por alrededor de cuarenta kilómetros de senderos más o menos balizados que penetran el bosque seco y las sabanas.
Existen algunas pequeñas fuentes de agua de escorrentía, más o menos recogidas (siendo “Moho” el más caudaloso en la barrancada entre el barrio de Orleans y el pico Paraíso), pero su insuficiente producción causa una infiltración rápida de las aguas. La isla no posee pues ríos permanentes, sino rieras generalmente secas que pueden convertirse en torrenciales y peligrosas en las grandes lluvias y ciclones. Las capas freáticas de los llanos son más o menos salobres. 
Una reserva natural nacional fue creada en 1998 y protege islotes y una parte de la superficie marítima.

## Historia
Los primeros rastros de asentamiento se remontan a hace ahora 4000 años. Hacia el año 800 de la era actual, la isla está en la zona de asentamiento de los taínos o arahuacos. En el siglo XIV, son sustituidos por el pueblo caribe. Se hallaron varios yacimientos arqueológicos de estas dos etnias.
La isla fue divisada por el navegante Cristóbal Colón en su vuelta de La Española durante su segundo viaje, el 11 de noviembre de 1493, día de San Martín de Tours, y así la habría llamado. Sin embargo, la tradición local designa la isla por dos otros nombres en lengua del Caribe: “Soualiga” (“la isla a la sal”) y “Oualichi” (“la isla a las mujeres”). 
A pesar de la riqueza de sus salinas, fue poco colonizada por los españoles lo que dio pie a que tanto franceses como neerlandeses, y en algunas ocasiones ingleses, vieran una oportunidad para ocupar la isla. Así, a partir de 1624, desde la isla próxima bajo dominio francés de San Cristóbal, un grupo de unos 80 franceses se instalan sobre la costa este de San Martín en el lugar llamado actualmente como “Orleans”, con el objeto de cultivar tabaco. Son posiblemente resultantes de los 80 franceses, supervivientes de una expedición en Guayana conducida por el lionés Henri de Chantail.
A partir de 1627, los neerlandeses efectúan distintos reconocimientos en busca de salinas naturales, antes de instalar en julio de 1631 una pequeña guarnición de treinta hombres y cuatro cañones sobre una península de la Gran Bahía, al sur de la isla, en el sitio actual de Philipsburg. 
En junio de 1633 una flota española de 55 buques y 1300 hombres, ataca el fuerte neerlandés (Fuerte Ámsterdam). Capturan a los soldados, dispersan a los civiles que recogían la sal de la salina e instalan a 250 soldados y una cincuentena de auxiliares sobre este fuerte que reforzarán. En 1644, este fuerte y su guarnición resiste a un ataque del famoso capitán neerlandés Peter Stuyvesant. Es en este combate donde se aborta la captura de la isla y donde Stuyvesant recibe una herida que causa más tarde la amputación de su pierna. En 1648, tras el Tratado de Münster (enero de 1648), los españoles desmontan el fuerte y dejan San Martín. El 23 de marzo, tras una confrontación, se acuerda la firma franco-neerlandesa del acuerdo de Concordia que publica la separación de la isla entre estas dos naciones. Francia mantuvo la parte mayor norte y los Países Bajos mantuvieron la parte sur.
Siguieron muchas vicisitudes a pesar de los acuerdos. De 1672 a 1679: ocupación temporal inglesa (Guerra de los Países Bajos). En 1676, el 22 de junio, ataque de una escuadra neerlandesa por la zona de la Bahía Oriental, cuando 1200 soldados devastan la parte francesa, como lo habían hecho a Cayena y Marie-Galante.
En 1689: los ingleses evacuan a los habitantes franceses hacia San Cristóbal (guerra de la Liga de Augsburgo), hasta que en 1697, Paz de Ryswick se autoriza a los habitantes franceses a volver a San Martín. 
Año 1703: el Gobernador de San Eustaquio expulsa a los franceses (guerra de Sucesión de España), hasta que en 1706 se efectúa la reconquista de la isla por un cuerpo expedicionario francés.
En 1717, tras el Tratado de Utrech (1713), el comandante François Lauriol reanuda oficialmente la reocupación de la parte francesa de San Martín. 
En 1734, se firma en San Martín, un tratado franco-neerlandés de neutralidad (lo cual descontenta a los ingleses). De 1740 a 1748: saqueos y expoliaciones por los ingleses. 

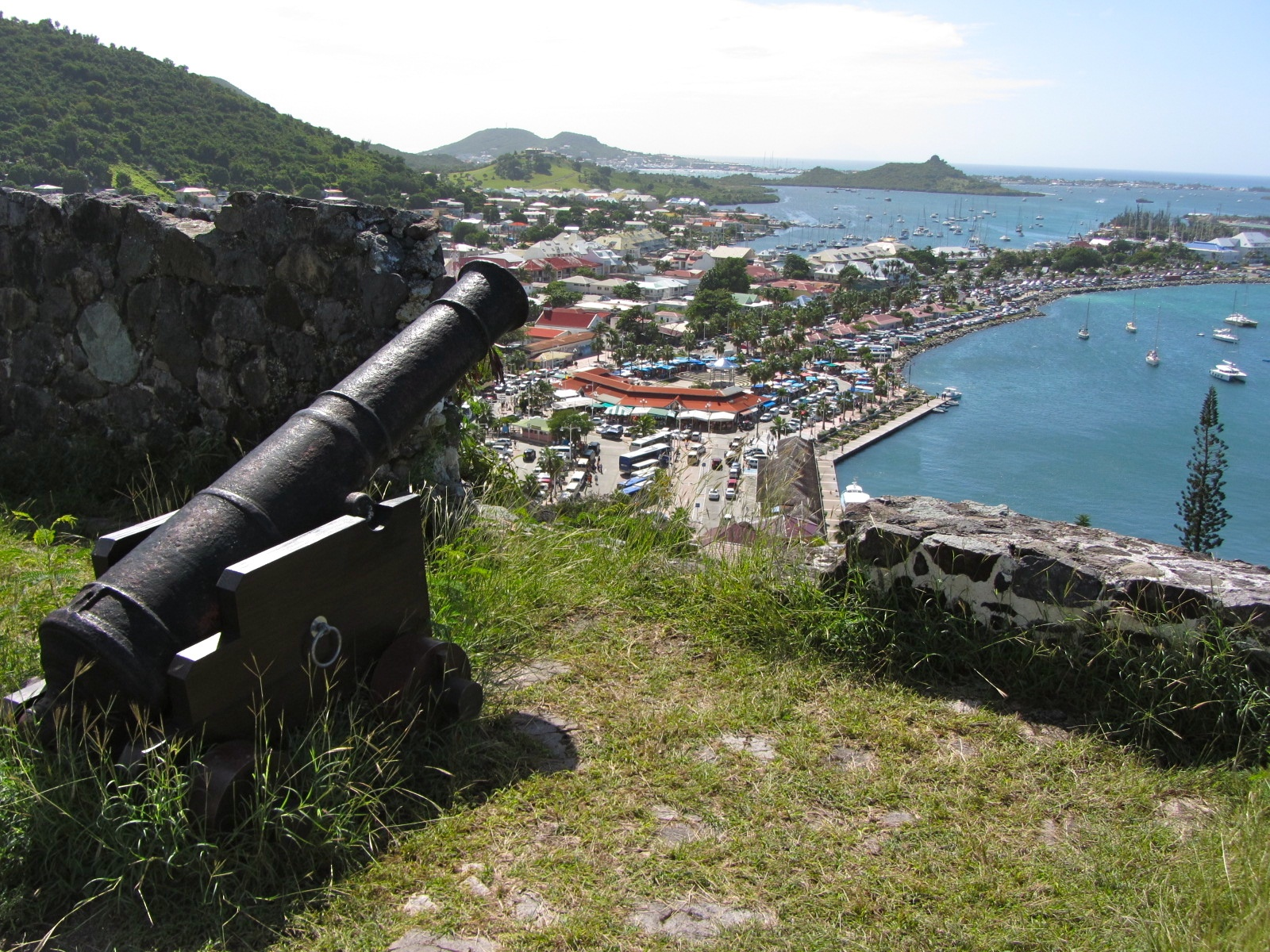
Cañón en las ruinas de Fuerte Louis, Marigot.

En 1744 (guerra de Sucesión de Austria), John Philips (gobernador de la parte neerlandesa) incumpliendo el Tratado de 1734, deja a las tropas británicas desembarcar en el sector neerlandés para atacar a los franceses por la retaguardia. Se expulsa a la toda la población francesa fuera de la isla, que no volverá de nuevo hasta después de la paz tras el Tratado de Aquisgrán (1748). Por ello, en 1750 se inicia la construcción del Fuerte Louis que domina el pueblo de Marigot y su bahía. 
Entre 1756 y 1763, sufre las incursiones de los británicos de Anguila (guerra de Siete Años). Y más adelante, de 1781 a 1783, ocupación por parte de los británicos debido a la guerra de independencia de los Estados Unidos.
Nueva ocupación en 1794 del ejército británico (Guerra de la Revolución francesa), hasta que en 1796, Victor Hugues llega de Guadalupe y los expulsa, incluida de la zona neerlandesa. El Comisario de la República, Pierre-Charles Dormoy, secuestra los bienes que pertenecen a los ciudadanos británico. Más adelante, entre 1798-1800 Victor Hugues establece los Corsarios de la República durante la Cuasi-Guerra con los EE. UU., hasta que en 1800 los habitantes se entregan a los británicos. En 1816, por el Tratado de París, los británicos retroceden la parte francesa de la isla a la soberanía francesa. Un convenio franco-neerlandés del 28 de noviembre de 1839 precisa la aplicación de los acuerdos de Concordia firmados en 1648.
Año 1848: segunda abolición oficial de la esclavitud (pero ya prácticamente de hecho en parte francesa). Mery d'Arcy abre los primeros salinos industriales sobre Grande-Casilla y el estanque Chevrise. El año siguiente, es Beauperthuy al salinas de Oriente.  
Año 1850: ante el aislamiento y la falta de recursos de la isla, el Consejo privado de Guadalupe adopta el 11 de febrero una deliberación que aprueba un decreto que “concede a la dependencia de San Martín de nuevas inmunidades comerciales, así como de los nuevos favores para fomentar la explotación de sus salinas”. La parte francesa de la isla se beneficia pues, como San Bartolomé, de un estatuto de puerto franco, donde no se perciben los derechos de aduana. Con el final del siglo, a pesar de producciones de calidad (bovinos, algodón, ron, sal) la economía dormita cada vez más. Francia siempre ha querido conservar su soberanía territorial sobre esta pequeña colonia, pero la ha considerado como secundaria con relación a las otras mayores islas francesas de las Antillas. Son sus insuficientes recursos la causa del poco interés de la metrópoli gala. 

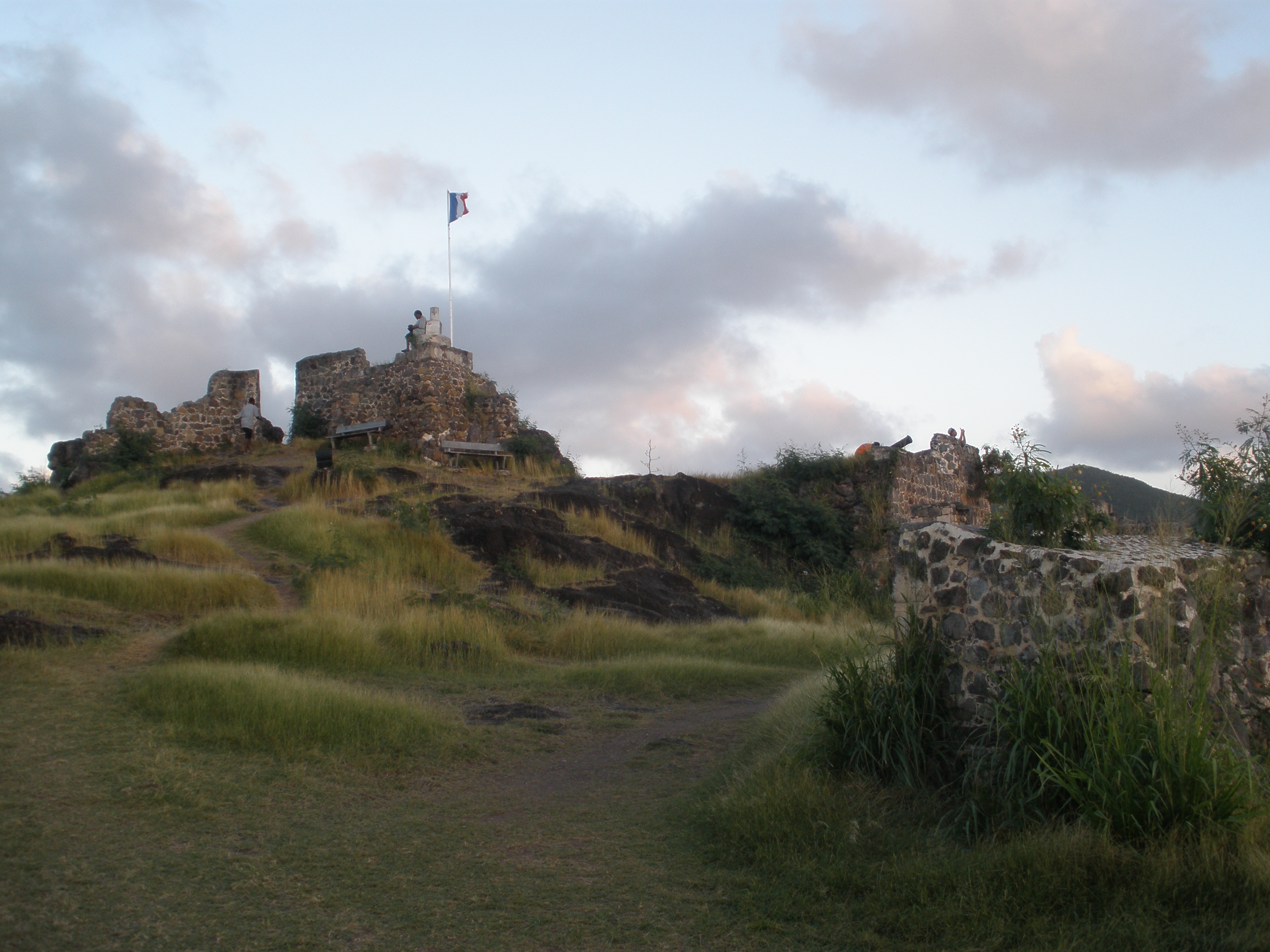
Ruinas de Fort Louis, Marigot.

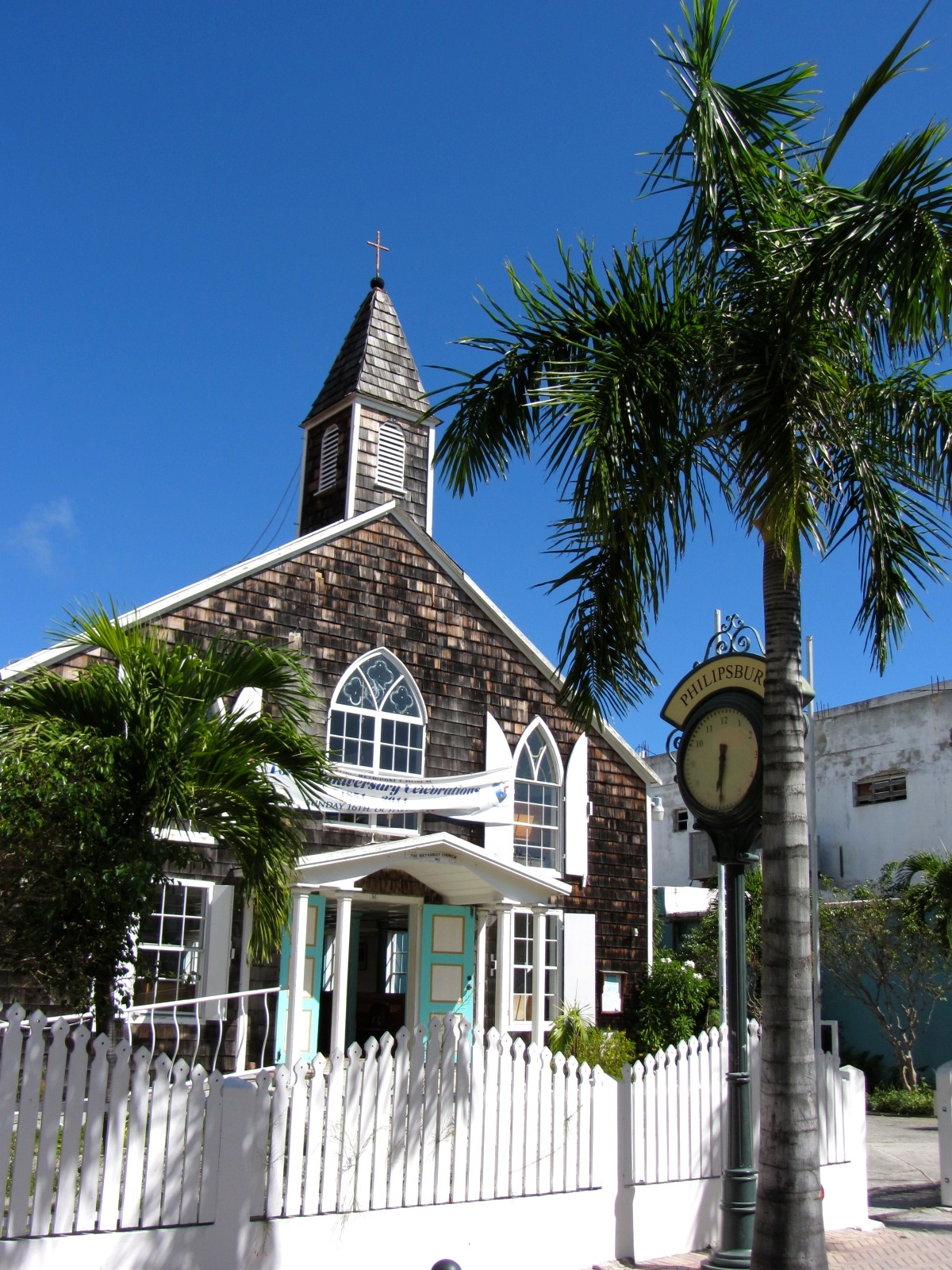
Templo metodista, Phillipsburg.

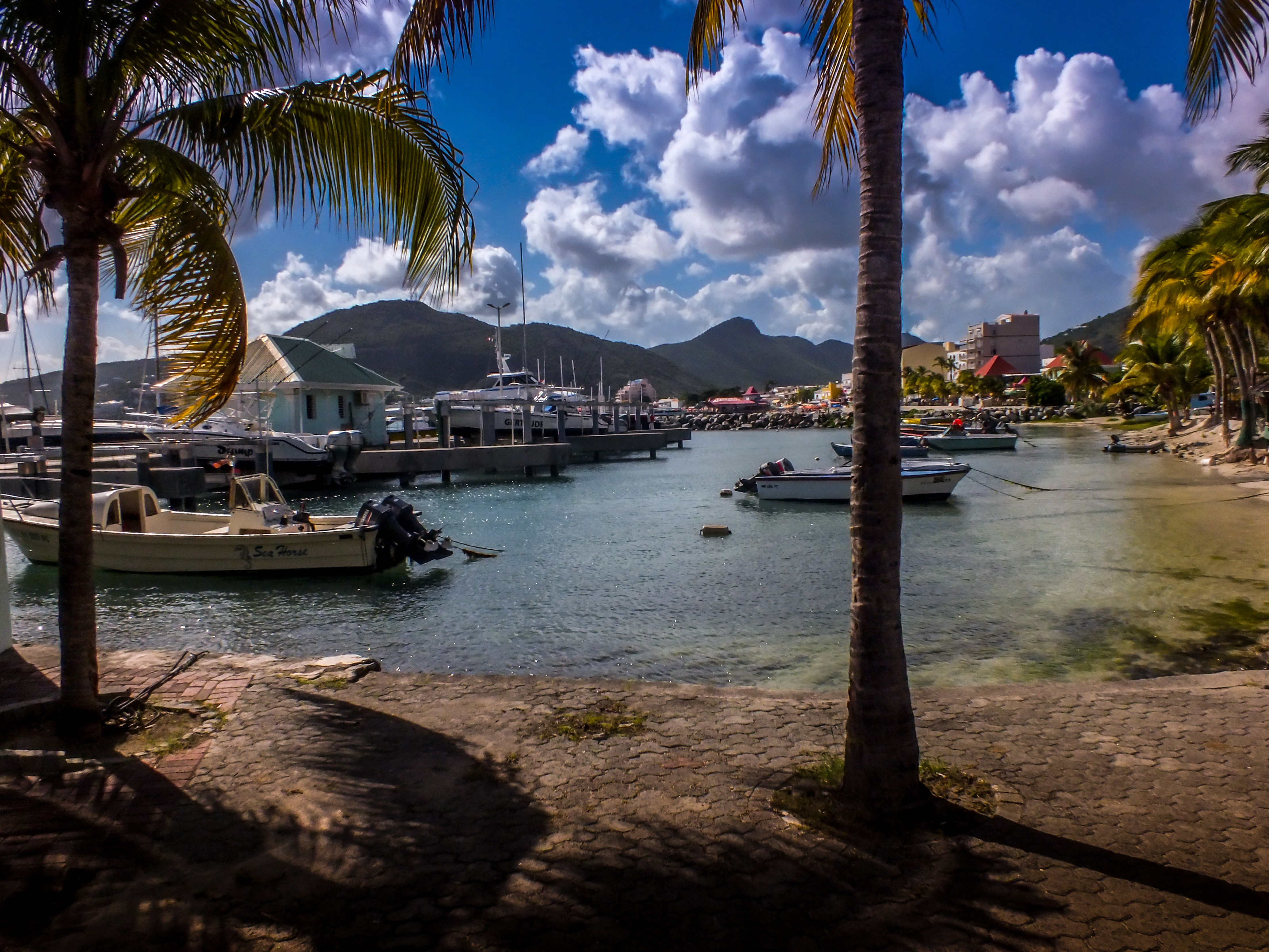
Puerto de Phillipsburg.

El Gobierno francés se desinteresa de la colonia, excepto para recuperar a algunos soldados en las dos Guerras Mundiales. Numerosos jóvenes van trabajar a Curazao (petróleo), a la República Dominicana (caña de azúcar), a las Islas Vírgenes americanas o a los Estados Unidos. A lo largo del siglo XX se inicia una gran influencia estadounidense en la zona.
1940 (julio) a 1944 (agosto): San Martín está ubicado en su lado francés bajo el Régimen de Vichy, por el gobernador Constant Sorin en Guadalupe; la zona neerlandesa, fiel a la reina Guillermina de los Países Bajos en exilio, se asocia a los aliados.
Año 1963: la isla se convierte en una subprefectura en su lado francés. También es el principio de la electrificación.
Año 1965: principio de la industria turística. Primera fábrica de potabilización de aguas.
Año 1972: apertura del aeropuerto de Grand-Case. En 1979: primera redifusión de la televisión francesa.
Año 1995, el 5 de septiembre: devastación por el ciclón “Luis” y reconstrucción.
Año 1998, el 3 de septiembre: Decreto nacional de creación de la reserva natural marina. 
Año 2007, el 7 de febrero: el Parlamento francés adopta la ley orgánica la creación de la nueva colectividad (ley n 2007-223 del 21/02/2007).
Año 2008, el 21 de septiembre: elección del primer senador que representa la parte francesa de San Martín. 
Año 2010, el 10 de octubre: se disuelve oficialmente el Estado de las Antillas neerlandesas y San Martín se convierte en un Estado autónomo del Reino de Países Bajos al igual que Curazao.
Año 2014, noche del 13 al 14 de octubre: Paso del Huracán Gonzalo (Categoría 1).
La economía de la isla se basa sucesivamente en el tabaco, la caña de azúcar, el algodón, la sal, la ganadería. Y desde el final de los años sesenta, el turismo, con el comercio desgravado de impuestos, constituye la primera fuente económica de la isla.

## Demografía
La isla de San Martín ha sufrido en los últimos años un fuerte incremento demográfico, debido al fuerte desarrollo del turismo. La inmigración preponderante es de ascendencia haitiana, neerlandesa, francesa, dominicana y recientemente de otros países latinoamericanos sin mencionar a los estadounidenses, canadienses y europeos que viven parte del año en la isla mientras es invierno en el hemisferio norte. En 2002 se estimaba una población en San Martín (Francia) de 31 397, mientras en San Martín (Países Bajos) era de cerca de 42 000 en 2005. 
Aunque los idiomas más usados son el francés e inglés en sus diversas variantes, mezcladas con dialectos caribeños, también están presentes el español (con una estimación de cerca de 4500 hispanoparlantes en toda la isla, y que suponen un 13 % de la población de la parte sur), el neerlandés (oficial en la parte sur de la isla y hablado por el 8 % de su población), el papiamento y el criollo.

## Deporte
Los principales deportes practicados son el sóftbol y el béisbol. El fútbol no es muy popular, sin embargo, ambas partes de la isla poseen selecciones de este deporte. La selección de fútbol de Saint-Martin y la selección de fútbol de Sint Maarten son en la actualidad seleccionados asociados a la Concacaf y no pertenecen a la FIFA, pero probablemente con el cambio en sus estatutos durante 2007 pudieran tener acceso a la membresía.

## Transporte

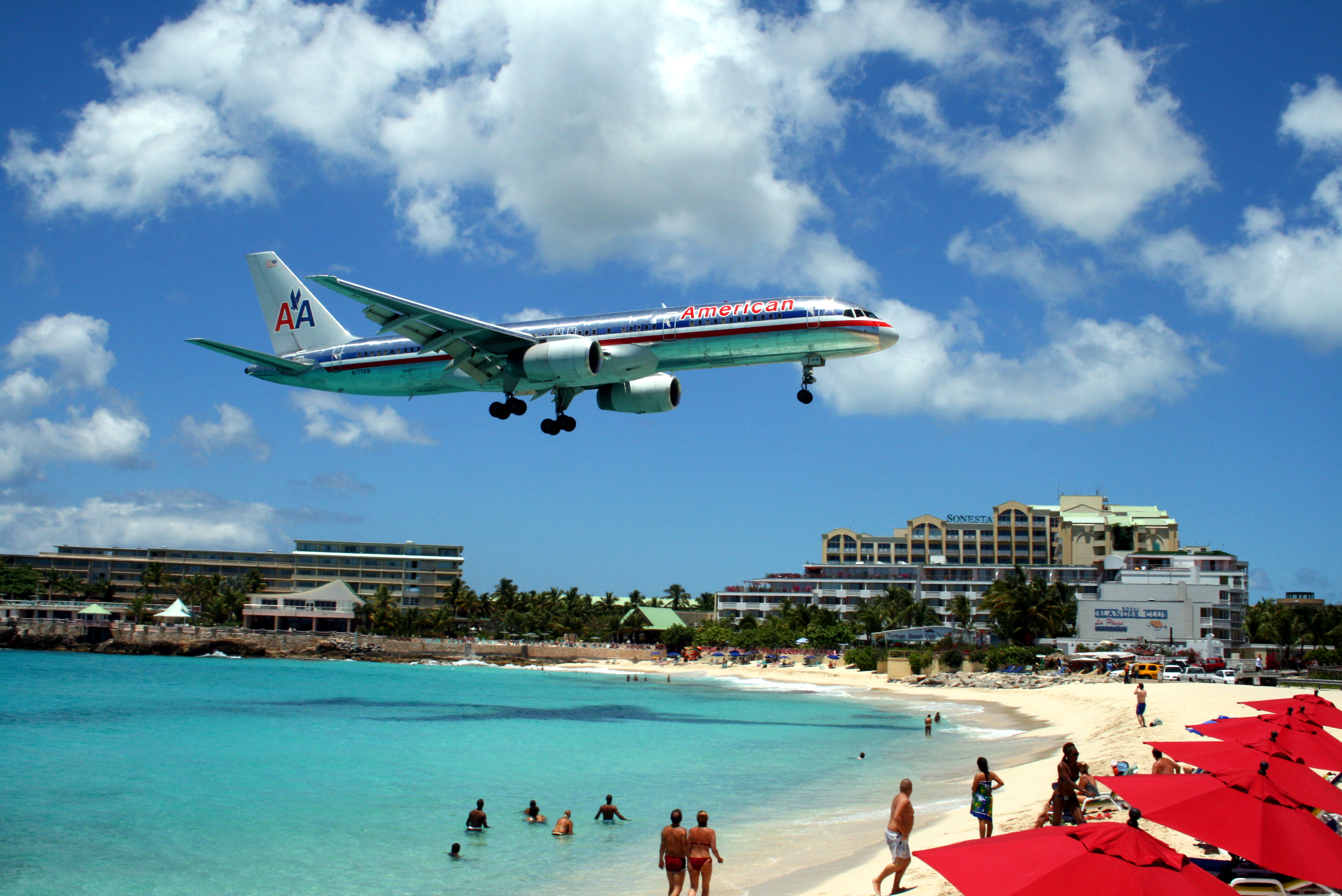
American 757 en aproximación final al Aeropuerto Internacional Princesa Juliana.

Una carretera principal permite dar la vuelta a la isla por la costa con el fin de las colinas interiores.
Las vías de comunicaciones son marítimas (puerto de comercio de Philipsburg) y aéreas. Existen dos aeropuertos en la isla: el Aeropuerto Internacional Princesa Juliana en la parte neerlandesa, y el Grand-Case en la francesa. El primero de los mencionados aeropuertos es único en su tipo, ya que la cabecera de la pista se encuentra junto a la playa donde numerosas personas pueden observar aviones de gran tamaño sobre sus cabezas, aterrizando a escasos metros del lugar.

## Clima
La isla conoce el clima oceánico de la Zona de convergencia intertropical, con una temporada dicha “seca” (de diciembre a mayo) y una temporada dicha “húmeda” (de junio a noviembre) con posibles fuertes precipitaciones en las depresiones que pueden causar ciclones. La temperatura absoluta del aire puede variar de 17 °C a 35 °C para una media anual de 27 °C. La temperatura del mar en superficie es bastante constante entre 25 °C y 28 °C.
| Parámetros climáticos promedio de Philipsburg, San Martín (Países Bajos) | Parámetros climáticos promedio de Philipsburg, San Martín (Países Bajos) | Parámetros climáticos promedio de Philipsburg, San Martín (Países Bajos) | Parámetros climáticos promedio de Philipsburg, San Martín (Países Bajos) | Parámetros climáticos promedio de Philipsburg, San Martín (Países Bajos) | Parámetros climáticos promedio de Philipsburg, San Martín (Países Bajos) | Parámetros climáticos promedio de Philipsburg, San Martín (Países Bajos) | Parámetros climáticos promedio de Philipsburg, San Martín (Países Bajos) | Parámetros climáticos promedio de Philipsburg, San Martín (Países Bajos) | Parámetros climáticos promedio de Philipsburg, San Martín (Países Bajos) | Parámetros climáticos promedio de Philipsburg, San Martín (Países Bajos) | Parámetros climáticos promedio de Philipsburg, San Martín (Países Bajos) | Parámetros climáticos promedio de Philipsburg, San Martín (Países Bajos) | Parámetros climáticos promedio de Philipsburg, San Martín (Países Bajos) |
| Mes                                                                      | Ene.                                                                     | Feb.                                                                     | Mar.                                                                     | Abr.                                                                     | May.                                                                     | Jun.                                                                     | Jul.                                                                     | Ago.                                                                     | Sep.                                                                     | Oct.                                                                     | Nov.                                                                     | Dic.                                                                     | Anual                                                                    |
| ------------------------------------------------------------------------ | ------------------------------------------------------------------------ | ------------------------------------------------------------------------ | ------------------------------------------------------------------------ | ------------------------------------------------------------------------ | ------------------------------------------------------------------------ | ------------------------------------------------------------------------ | ------------------------------------------------------------------------ | ------------------------------------------------------------------------ | ------------------------------------------------------------------------ | ------------------------------------------------------------------------ | ------------------------------------------------------------------------ | ------------------------------------------------------------------------ | ------------------------------------------------------------------------ |
| Temp. máx. abs. (°C)                                                     | 32.7                                                                     | 31.6                                                                     | 32.6                                                                     | 33.6                                                                     | 33.5                                                                     | 33.9                                                                     | 34.2                                                                     | 35.1                                                                     | 34.8                                                                     | 34.3                                                                     | 33.9                                                                     | 32.1                                                                     | 35.1                                                                     |
| Temp. máx. media (°C)                                                    | 28.6                                                                     | 28.7                                                                     | 29.2                                                                     | 29.8                                                                     | 30.4                                                                     | 31.3                                                                     | 31.6                                                                     | 31.7                                                                     | 31.6                                                                     | 31.2                                                                     | 30.2                                                                     | 29.2                                                                     | 30.3                                                                     |
| Temp. media (°C)                                                         | 25.5                                                                     | 25.4                                                                     | 25.7                                                                     | 26.5                                                                     | 27.4                                                                     | 28.2                                                                     | 28.3                                                                     | 28.6                                                                     | 28.5                                                                     | 28.2                                                                     | 27.3                                                                     | 26.1                                                                     | 27.2                                                                     |
| Temp. mín. media (°C)                                                    | 23.2                                                                     | 23.1                                                                     | 23.5                                                                     | 24.1                                                                     | 25.1                                                                     | 25.2                                                                     | 26.1                                                                     | 26.2                                                                     | 26.0                                                                     | 25.7                                                                     | 24.9                                                                     | 23.9                                                                     | 24.8                                                                     |
| Temp. mín. abs. (°C)                                                     | 18.6                                                                     | 19.2                                                                     | 19.5                                                                     | 19.3                                                                     | 20.2                                                                     | 22.3                                                                     | 22.1                                                                     | 21.4                                                                     | 22.0                                                                     | 22.1                                                                     | 21.2                                                                     | 20.0                                                                     | 18.6                                                                     |
| Lluvias (mm)                                                             | 66.0                                                                     | 50.7                                                                     | 45.2                                                                     | 64.0                                                                     | 93.3                                                                     | 61.8                                                                     | 71.6                                                                     | 98.8                                                                     | 139.6                                                                    | 113.0                                                                    | 149.3                                                                    | 93.8                                                                     | 1047.1                                                                   |
| Días de lluvias (≥ 1.0 mm)                                               | 11.9                                                                     | 9.3                                                                      | 9.0                                                                      | 11.8                                                                     | 10.3                                                                     | 8.4                                                                      | 12.2                                                                     | 13.9                                                                     | 13.5                                                                     | 13.8                                                                     | 14.8                                                                     | 13.3                                                                     | 142.0                                                                    |
| Horas de sol                                                             | 257.2                                                                    | 235.2                                                                    | 271.6                                                                    | 265.4                                                                    | 251.0                                                                    | 245.1                                                                    | 257.2                                                                    | 288.1                                                                    | 232.4                                                                    | 244.6                                                                    | 235.0                                                                    | 246.7                                                                    | 3009.4                                                                   |
| Humedad relativa (%)                                                     | 74.7                                                                     | 74.1                                                                     | 73.6                                                                     | 75.0                                                                     | 75.9                                                                     | 75.1                                                                     | 74.8                                                                     | 75.4                                                                     | 76.3                                                                     | 76.8                                                                     | 77.4                                                                     | 76.6                                                                     | 75.5                                                                     |
| Fuente: Meteorological Department Curaçao                                |                                                                          |                                                                          |                                                                          |                                                                          |                                                                          |                                                                          |                                                                          |                                                                          |                                                                          |                                                                          |                                                                          |                                                                          |                                                                          |